# Adam Mokoka
Adam Mokoka (Parigi, 18 luglio 1998) è un cestista francese.

## Palmarès
- Coppa di Romania: 1

U Cluj: 2024